# 미믹 (프로게이머)
미믹(본명: 민주성, 1995년 10월 30일 ~ )은 대한민국의 전직 리그 오브 레전드 프로게이머이다. 선수 시절 아이디는 Mimic이며 포지션은 탑 라이너였다.

## 선수 시절
2015년 1월 아마추어팀인 하이퍼에서 프로게이머 커리어를 시작했다.
2015년 6월, KT 롤스터에 입단했다. 
2015년 8월, 파토스에 입단했다. 파토스 소속으로 케스파컵에 참가했다.
2016년 1월, 유럽 2부리그의 팀 포지에 입단했다.
2016년 7월, 스베누 코리아에 입단했다.
2017년 1월, 프랑스의 밀레니엄에 입단했다. 챌린지 프랑스 스프링 2017에서 팀의 우승에 기여했다.
2018시즌을 앞두고 레거시 e스포츠에 입단했다. 레거시에서 주전 탑 라이너로 활동했다.
2019시즌을 앞두고 봄버스에 입단했다. 스프링 시즌 팀의 우승에 기여했다. 2019 MSI에 참가했다.
2019시즌 종료 후 현역에서 은퇴했다.

## 은퇴 이후
2020년 8월 군 복무를 위해 입대했다.

## 수상 내역
- 네네치킨 리그 오브 레전드 챌린저스 코리아 스프링 2016 준우승
- 챌린지 프랑스 스프링 2017 우승
- 리프트 라이벌즈 2018 퍼플리프트 우승
- 리그 오브 레전드 서킷 오세아니아 2019 스플릿 1 우승